# Stenodyneriellus facilis
Stenodyneriellus facilis är en stekelart som först beskrevs av Smith 1860.  Stenodyneriellus facilis ingår i släktet Stenodyneriellus och familjen Eumenidae. Inga underarter finns listade i Catalogue of Life.